# Tomás de San Martín
Tomás de San Martín, O.P. (Palencia, 7 de marzo de 1482-Lima, 31 de agosto de 1555) dominico y notable académico español y gestor de la fundación de la Real Universidad de Ciudad de los Reyes, hoy Universidad Nacional Mayor de San Marcos, en Lima, Perú; universidad más antigua del continente americano.

## Primeros años
En su juventud, fue inspirado por los ideales medievales caballerescos. Luego ingresó al convento de San Pablo de Palencia (1494), donde al cabo de un año vistió el hábito de la orden dominica. Luego de su profesión, cursó estudios de Teología y ejerció como lector de Artes y regente de estudios, con lo que obtuvo reputación y prestigio como académico. Fue enviado a Sevilla para enseñar en el Colegio de Santo Tomás de Aquino (1525) donde se graduó como Maestro en Artes y Teología (1528).

## Labores en el Nuevo Mundo
Viajó por primera vez a Indias (al parecer a Santa Marta) en 1528, acompañando al dominico fray Tomás Ortiz, en la expedición de García de Lerma. De allí pasó a La Española en 1532, donde se dice fue regente temporal de la Audiencia y retornó a la Península en 1534. Se le encuentra en Córdoba en 1536.
Llegado al Perú, fue elegido en Lima provincial de su orden (1540). Ante el asesinato de Francisco Pizarro, primero el Cabildo de Lima, y luego el licenciado Cristóbal Vaca de Castro le otorgaron poder para que se hiciera cargo de la "justicia y administración". En consecuencia, procedió a reunir en su convento a los principales almagristas y pizarristas, de los cuales obtuvo el reconocimiento de la autoridad del Rey. Vaca de Castro le consultó sobre establecer un gobierno provisional en el Perú. Se dice que fue escogido por el gobernador para la labor, por su autoridad moral y prestigio que gozaba en la época. Durante este período, fue crítico con la dureza de los conquistadores para con los indígenas de América.
Cuando se produjo la Rebelión de los encomenderos el virrey Blasco Nuñez Vela lo envió al Cuzco para que intentase doblegar al rebelde Gonzalo Pizarro, pero no consiguió su propósito.
Luego de su trabajo como sacerdote y académico por más de 25 años, tuvo a su cargo, junto a Fray Domingo de Santo Tomás y la orden dominica, la creación de la Universidad Nacional Mayor de San Marcos, primera universidad fundada en América por el rey Carlos I de España.

## Últimos días

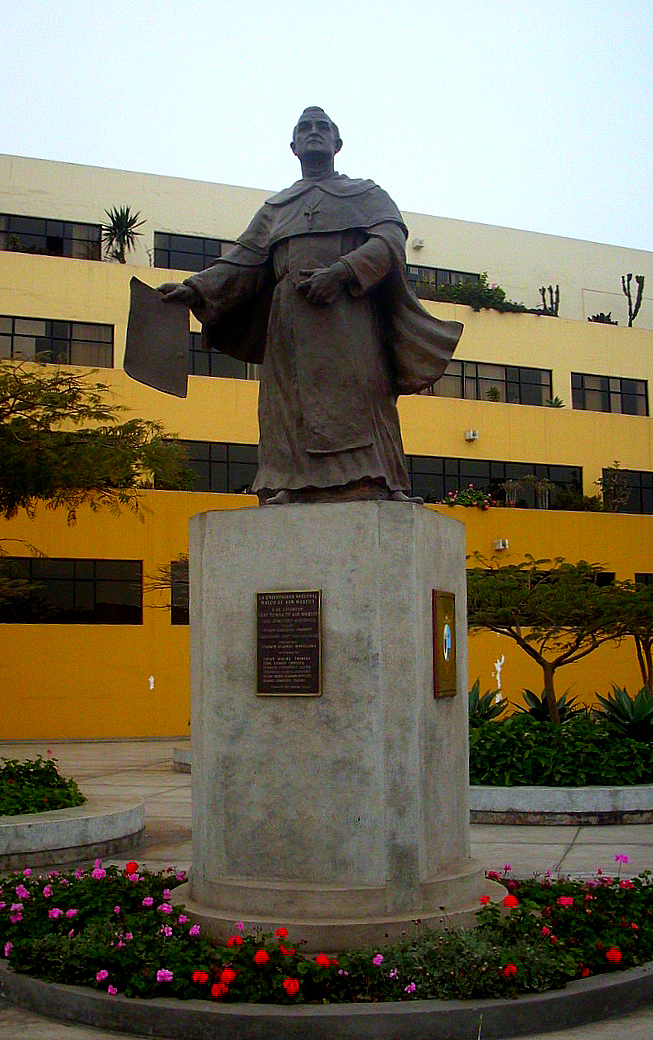
Monumento de Tomás de San Martín, gestor de la fundación de la Universidad de San Marcos, en el exterior de la biblioteca central "Pedro Zulen". Escultura de Franco Ochoa

Nombrado primer obispo de La Plata (Charcas - Bolivia), al poco tiempo de su retorno de España, falleció en el Convento del Rosario en Lima el 31 de agosto de 1555 a la edad de 72 años, mientras se disponía a partir a su sede episcopal.